# St. Joseph (Misuri)
St. Joseph es una ciudad y sede del condado de Buchanan, Misuri, Estados Unidos. Según el censo de 2020, tiene una población de 72 473 habitantes.
Está situada sobre la orilla izquierda del río Misuri, que la separa de Kansas.
Es la ciudad natal del rapero y actor estadounidense Marshall Bruce Mathers III, más conocido como Eminem.

## Historia
Fue fundada por comerciantes de pieles en 1843. En esta ciudad comenzaba el servicio postal Pony Express, que operó entre abril de 1860 y noviembre de 1861 y culminaba en Sacramento, California, demorando diez días en llegar hasta allí.

## Geografía
Según la Oficina del Censo de los Estados Unidos, St. Joseph tiene una superficie total de 116.09 km², de la cual 114.05 km² corresponden a tierra firme y 2.04 km² son agua.

## Demografía
Según el censo de 2020, hay 72 473 personas residiendo en St. Joseph. La densidad de población es de 635,45 hab./km². El 80.76% de los habitantes son blancos, el 6.03% son afroamericanos, el 0.57% son amerindios, el 1.43% son asiáticos, el 0.60% son isleños del Pacífico, el 2.63% son de otras razas y el 7.98% son de una mezcla de razas. Del total de la población, el 7.31% son hispanos o latinos de cualquier raza.